# Нью-йоркский фестиваль польских фильмов
Нью-Йоркский фестиваль польских фильмов (англ. New York Polish Film Festival, пол. Nowojorski Festiwal Filmów Polskich) — кинофестиваль, проводимый с 2005 года и являющийся одним из крупнейших фестивалей подобного рода в США. Проходит ежегодно в Нью-Йорке. Целью проведения фестиваля является презентация польской культуры и кинематографа в США.

## История
Фестиваль был основан в 2005 году в Нью-Йорке по инициативе польской актрисы и режиссёра Ханны Хартович (англ. Hanna Hartowicz), до настоящего времени являющейся главным продюсером фестиваля.
Торжественное открытие 1-го Фестиваля состоялось 5 мая 2005 года в Нью-Йоркском Театре Гильдии режиссёров Америки.
В числе спонсоров фестиваля — Польско-славянский федеральный кредитный союз, Институт Адама Мицкевича (англ. Adam Mickiewicz Institute), Генеральное консульство Польши в Нью-Йорке, Институт польской культуры в Нью-Йорке (англ. Polish Cultural Institute New York), Постоянное представительство Польши при ООН, Фонд Костюшко.
Почётным патроном фестиваля в 2007—2016 годах был выдающийся польский режиссёр Анджей Вайда.

## Премии
Жюри кинофестиваля присуждает главный приз — «За пределами границ» (англ. Beyond Borders Award), учреждённый в честь выдающегося польского кинорежиссёра и кинодраматурга Кшиштофа Кесьлёвского. Приз вручается в номинациях за лучший художественный, короткометражный и документальный фильмы.
В 2011 году, в память о польской актрисе Эльжбете Чижевской, была учреждена именная награда за лучшую женскую роль. С 2013 года эта награда также вручается за лучшую мужскую роль.
Кроме того, зрители фестиваля могут проголосовать за лучший фильм, по итогам голосования вручается «Приз зрительских симпатий Нью-Йорка» (англ. New York’s Audience Award).